# Saxparty 18
Saxparty 18 är ett studioalbum från 1991 av det svenska dansbandet Ingmar Nordströms på skivmärket Frituna. Albumet placerade sig som högst på 25:e plats på den svenska albumlistan.
Albumet var det sista ur den berömda Saxparty-serien, som startade 1974 och inneburit ett album per år, och också bandets sista album vilket ledde till att bandet ville krydda med idel gamla örhängen och välkända sånger i sin egen tappning.

## Låtlista
1. Så skönt att bara vara här
2. Tre kärlekar
3. Bel Ami
4. Smile
5. Mona Lisa
6. Det gäller andra
7. Perfidia
8. Night and Day
9. Vi möts igen (We'll Meet Again)
10. Nu tar vi det lugnt
11. Lili Marleen
12. I Left My Heart in San Francisco
13. C'est Si Bon
14. Spanska ögon (Moon over Naples)
15. En månskenspromenad
16. Thore Ehrling

## Listplaceringar
| Lista (1991) | Topplacering |
| ------------ | ------------ |
| Sverige      | 25           |

### Fotnoter
1. ↑  Listplacering